# The Andrew Show
The Andrew Show fue un programa de creado por los Caballeros del Ku Klux Klan dirigido por Rachel Pendergraft y presentado por su hijo Andrew Pendergraft, nieto de Thomas Robb director nacional de los Caballeros del Ku Klux Klan. El show llamo la atención de los medios de comunicación por el contenido racista que es dicho por el menor y los valores que intenta transmitir.

## Historia
El show fue creado por Rachel Pendergraft, que junto a Thomas Robb intentaron crear una red de contenido racista por internet llamada White Pride TV. Dentro de estos intentos se creó The Andrew Show con el intento de generar un programa racista apto para niños, aunque este no fue el único show que ellos crearon, siendo también White Women’s Perspective y Youth Focus: News for White Teens, programas dirigiros hacia las mujeres blancas y adolescentes blancas respectivamente y This is the Klan, programa generalista. Estos programas fueron hechos para intentar ser distribuidos por alguna televisión de acceso público.
El programa animado por Andrew Pendergraft, que se cree que tenía 9 años al realizar las grabaciones, comenta temas de actualidad, cultura pop, entre otros temas para dar sus opiniones racistas sobre el tema. Los episodios fueron grabados con una pantalla verde de fondo, y en algunos capítulos aparece junto a su hermano menor Alex. Los capítulos fueron grabados el año 2010 semanalmente todos los domingos después de ir a la iglesia, pero fueron subidos a YouTube el 2013 donde ganaron relevancia por su contenido que llamo la atención de los medios de comunicación por el contenido racista que es dicho por el menor y los valores que intenta transmitir.